# Lena Malkus
Lena Malkus (née le 6 août 1993 à Brême) est une athlète allemande spécialiste du saut en longueur.

## Carrière
Elle met un terme à sa carrière le 9 janvier 2020 à 26 ans.

## Palmarès
| Date | Compétition                    | Lieu      | Résultat | Marque |
| ---- | ------------------------------ | --------- | -------- | ------ |
| 2010 | Jeux olympiques de la jeunesse | Singapour | 1re      | 6,40 m |
| 2011 | Championnats d'Europe juniors  | Tallinn   | 1re      | 6,40 m |
| 2012 | Championnats du monde juniors  | Barcelone | 2e       | 6,80 m |
| 2013 | Championnats d'Europe espoirs  | Tampere   | 1re      | 6,76 m |

## Records
| Épreuve          | Épreuve   | Performance | Lieu     | Date             |
| ---------------- | --------- | ----------- | -------- | ---------------- |
| Saut en longueur | Plein air | 6,94 m      | Weinheim | 30 mai 2015      |
| Saut en longueur | En salle  | 6,54 m      | Dortmund | 1er février 2015 |